# Bliższość do dowodu
Bliższość do dowodu – zasada określająca w dawnym polskim prawie procesowym, która ze stron procesu ma prawo przeprowadzić pierwsza dowód.
Ze względu na formalistyczny charakter procesu, bliższość do dowodu miała zasadnicze znaczenie dla jego wyniku. Osoba, która jako pierwsza prawidłowo przeprowadziła swój dowód wygrywała sprawę, gdyż drugiej strony nie dopuszczano już wtedy do przeprowadzenia jej dowodu. 
O bliższości do dowodu decydowała jakość dowodu, który mogła przedstawić strona oraz przynależność stanowa. Dowód z dokumentu był lepszy od dowodu ze świadków, a ten z kolei miał pierwszeństwo przed przysięgą. W przypadku równej pozycji społecznej stron, gdy chciały przedstawić dowody tej samej wagi, pierwszeństwo przyznawano pozwanemu.
W sytuacji gdy strony należały do różnych stanów, miało to wpływ na bliższość do dowodu. Zasadniczo przy tej samej wadze dowodów, strona z wyższego stanu miała zawsze bliższość do dowodu, niezależnie od tego czy występowała jako powód czy jako pozwany. W niektórych rodzajach spraw następowała, w związku z nierównością stanową, zmiana hierarchii dowodów. Np. w XV wieku przysięga szlachcica dobrej sławy miała pierwszeństwo w sprawie o kradzież wytoczonej mu przez chłopa przed dowodem chłopa ze świadków i kończyła rozprawę uniewinnieniem. Jeżeli szlachcic był już kiedyś oskarżony o kradzież, przysięga musiała być wzmocniona  przez pięciu współprzysięgników dobrej sławy.